# Karolína Davidová
Karolína Davidová (rozená Pojarová) je česká filmová producentka a spoluzakladatelka společnosti 13ka, která se věnuje produkci animovaných filmů a autorským projektům.

## Život
Vystudovala Arts management na Vysoké škole ekonomické v Praze a produkci na Filmová a televizní fakulta Akademie múzických umění. Zde studia ukončila v roce 2018.
Společně s Annou Vášovou založila v roce 2018 společnost 13ka, která se zaměřuje na vývoj tvůrčích projektů, producenství, moderování a odbornou spolupráci na dílnách, festivalech a konferencích.
Jejím manželem je advokát a absolvent katedry filmových věd Ivan David, který se ve své advokátské profesi zaměřuje na právo duševního vlastnictví.

## Dílo
Právě v rámci studií na FAMU se seznámila s tehdejší studentkou katedry animované tvorby Dianou Cam Van Nguyen. Na jejím absolventském snímku Malá (2017) působila jako vedoucí produkce. Ve stejné pozici se objevuje v následujícím roce také u třech dalších studentských snímků z katedry animované tvorby – surrealistické Schovky (režie Barbora Halířová, 2018), černé komedie Prázdniny (režie Filip Blažek, 2018) a anidoku Spolu sami (režie Diana Cam Van Nguyen, 2018). Poslední jmenovaný snímek se věnuje tématu mladých lidí, kteří zažili smrt někoho blízkého ve svém okolí a byl mezi finalisty BAFTA Student Film Awards.
Od roku 2016 do roku 2018 působila také jako asistentka producenta v produkční společnosti Čestmíra Kopeckého První veřejnoprávní s.r.o.. Kromě toho se věnovala také produkci festivalu dětské a studentské animované tvorby Animánie (mezi léty 2010 a 2015) a v pozdějších letech i produkci programu na největším tuzemském festivalu animované tvorby Anifilm. Byla také vedoucí sekce krátký film mezinárodního pitchingu na CEE Animation Forum 2018 a v následujícím roce vedoucí sekce celovečerní film mezinárodního pitchingu tamtéž.
Na předchozí spolupráci s Dianou Cam Van Nguyen navázala jako producentka jejího autobigrafického epistolárního filmu Milý tati (2021), jenž sleduje vztah autorky s jejím otcem. Snímek byl podobně jako filmy Malá a Spolu sami tuzemsky i mezinárodně velice dobře přijat a utrží i řadu ocenění, včetně Českého lva za nejlepší krátký film, Cenu české filmové kritiky v téže kategorii či ocenění festivalu Anifilm za nejlepší studentský film, jak v mezinárodní tak i české sekci.
Jako výkonná producentka se podílela na seriálu a celovečerním filmu pro děti Websterovi ve filmu (režie Katarína Kereseková, 2022) a v současnosti v této pozici pracuje na filmu Bear Park (režie Leena Jääskeläinen a Kaisa Penttilä, film je vývoji). Kromě posledního jmenovaného snímku se věnuje také produkci krátkometrážního snímku o nespavosti Hun Tun (Magdaléna Hejzlarová, podzim 2023).
Kromě filmového pole se její stopa objevuje i na poli podcastové tvorby. Jako dramaturgyně působila na projektech Spíš nespíš (režie Magdalena Hejzlarová a Alexander Kaschcheev, 2021) a Nespavci (režie Magdalena Hejzlarová).
Karolína Davidová je členkou české a evropské filmové akademie.

## Filmografie

### Producentka
- Milý tati (režie Diana Cam Van Nguyen, 2021) – oceněno Českým lvem za nejlepší krátký film a Cenou Magnesia za nejlepší studentský film
- Hun Tun (režie Magdalena Hejzlarová, plánovaná premiéra podzim 2023)

### Výkonná producentka
- Websterovi ve filmu (režie Katarína Kerekesová, 2022)
- Bear Park (režie Leena Jääskeläinen a Kaisa Penttilä, film ve vývoji)

### Vedoucí produkce
- Spolu sami (režie Diana Cam Van Nguyen, 2018)
- Schovka (režie Barbora Halířová, 2018)
- Prázdniny (režie Filip Blažek, 2018)
- Malá (režie Diana Cam Van Nguyen, 2017)

### Asistentka producenta
- 2016–18 – První veřejnoprávní – produkční společnost Čestmíra Kopeckého

### Festivalová produkce
- CEEA Forum 2019 – vedoucí sekce celovečerní film mezinárodního pitchingu

- CEEA Forum 2018 – vedoucí sekce krátký film mezinárodního pitchingu
- Anifilm 2016–7 – produkce programu
- Anifest 2014–15 – produkce programu
- Animánie 2010–5 – produkce

## Audiografie

### Dramaturgyně
- Spíš nespíš (režie Magdalena Hejzlarová, Alexander Kascheev, 2021) – radio dokumenty
- Nespavci (režie Magdalena Hejzlarová, 2023) – podcastová série